# Квінсі (Іллінойс)
Квінсі (англ. Quincy) — місто (англ. city) в США, в окрузі Адамс штату Іллінойс. Населення — 39 463 особи (2020).

## Географія
Квінсі розташоване за координатами 39°56′1″ пн. ш. 91°22′45″ зх. д. / 39.93361° пн. ш. 91.37917° зх. д. (39.933675, -91.379304).  За даними Бюро перепису населення США в 2010 році місто мало площу 41,30 км², з яких 41,20 км² — суходіл та 0,09 км² — водойми.

## Демографія
Згідно з переписом 2010 року, у місті мешкали 40 633 особи в 17 151 домогосподарстві у складі 9964 родин. Густота населення становила 984 особи/км².  Було 18655 помешкань (452/км²).
Расовий склад населення:
| - 90,8 % — білих - 5,4 % — чорних або афроамериканців - 0,9 % — азіатів - 0,2 % — корінних американців |

До двох чи більше рас належало 2,2 %. Частка іспаномовних становила 1,4 % від усіх жителів.
За віковим діапазоном населення розподілялося таким чином: 22,3 % — особи молодші 18 років, 59,4 % — особи у віці 18—64 років, 18,3 % — особи у віці 65 років та старші. Медіана віку мешканця становила 39,4 року. На 100 осіб жіночої статі у місті припадало 92,0 чоловіків;  на 100 жінок у віці від 18 років та старших — 88,6 чоловіків також старших 18 років.
Середній дохід на одне домашнє господарство  становив 54 009 доларів США (медіана — 40 850), а середній дохід на одну сім'ю — 67 314 долари (медіана — 55 973). Медіана доходів становила 39 802 долари для чоловіків та 32 484 долари для жінок. За межею бідності перебувало 18,2 % осіб, у тому числі 27,0 % дітей у віці до 18 років та 8,8 % осіб у віці 65 років та старших.
Цивільне працевлаштоване населення становило 18 855 осіб. Основні галузі зайнятості: освіта, охорона здоров'я та соціальна допомога — 26,6 %, роздрібна торгівля — 15,4 %, виробництво — 14,0 %.

## Відомі люди
- Мері Астор (1906 — 1987) — американська акторка, володарка премії «Оскар».